# Bactrocera calophylli
Bactrocera calophylli är en tvåvingeart som först beskrevs av Perkins och May 1949.  Bactrocera calophylli ingår i släktet Bactrocera och familjen borrflugor. Inga underarter finns listade.